# ニシキゴイ
ニシキゴイ（錦鯉）は、 観賞魚用に改良したコイ（Cyprinus carpio) の品種の総称である。色鮮やかな体色が錦にたとえられた。日本の新潟県で品種改良や養殖が進み、国内各地への移入や海外への輸出が進んだ。「生きた宝石」「泳ぐ芸術品」とも呼ばれ、業界団体である全日本錦鯉振興会は日本の国魚と位置付けている。
野鯉（ノゴイ）もしくは真鯉（マゴイ）と呼ばれる日本の自然水域に生息する黒色のコイ（Cyprinus carpio) の養殖魚から人為選択によって鑑賞用に作出された品種である。ただしその形質はほかの家畜動物のように安定しておらず、数次にわたる選別を経て保たれている。なお、コイは近年東アジア型をキプリヌス・ルブロフスクス（Cyprinus rubrofuscus）として別種に区別する傾向にあり、錦鯉の学名も将来変わる可能性がある。
赤い鯉を緋鯉（ヒゴイ）、特に観賞魚として色彩や斑点など、体色を改良されたものを錦鯉（ニシキゴイ）という。特に錦鯉にはその模様によって多くの品種があり、紅白、大正三色、昭和三色、黄金、浅黄などがある。錦鯉は飼育用として人気が高く、斑点模様、色彩の鮮やかさ、大きさ、体型を価値基準として高額で取引されている。また、鱗が大きくて部分的にしかないドイツゴイも移入されている。これに対して、普通の黒色の鯉は真鯉（マゴイ）、烏鯉（カラスゴイ）または黒鯉（クロゴイ）、特に野生の鯉は野鯉とよばれる。なお、飼育型の鯉は尾びれの下半分が赤く染まっているものが多く見られる。
愛好者が多いアメリカ合衆国で小売りを行う日本企業や、日本から輸入したニシキゴイを繁殖させて販売する中華人民共和国の事業者もいる。

## 歴史
日本では、長崎県の壱岐島から中新世のコイ科の化石が発掘されている。また、縄文時代や弥生時代の遺跡から多数の鯉の咽頭歯が発掘されている。たとえば、縄文時代早期（1万1500年前 - 7000年前）末の赤野井湾湖底遺跡からは現生種の鯉（Cyprinus carpioもしくはCyprinus rubrofuscus）のほかにも絶滅種のジョウモンコイ(Cyprinus sp.)の咽頭歯が発掘されている。また、縄文時代中期（5500年前 - 4400年前）の粟津湖底遺跡からは鯉をはじめとして、現在日本に生息するコイ科魚類の6亜科すべての咽頭歯が発見されている。
縄文遺跡と弥生遺跡から発掘される鯉の咽頭歯のサイズから推定される体長分布には相違がある。具体的には弥生遺跡からは鯉の成魚以外に幼魚（体長150mm以下）も発見されている。これは縄文人が湖や川から鯉を採取していただけなのに対して、弥生人は水田の普及とともに原始的な鯉の養殖を行っていたことによる相違と考えられている。
以前は日本の鯉はすべて有史以前に中国からもたらされたと考えられていたが、近年のミトコンドリアDNAの解析から、日本のノゴイには、在来コイ（野生種）とユーラシア大陸からのコイ（飼育型）の2種類がいることが判明している。しかし、大陸からのコイがいつ日本に伝来したのかは不明である。有史以降、明治までの日本の外来魚導入の記録は中国からの金魚が最古（1502年、1602年頃）で、鯉（錦鯉を含む）に関しては明治37年（1904年）のドイツゴイの導入まで記録がないからである。
『日本書紀』の景行天皇4年条（74年）に、景行天皇が美濃国に行幸した際、池に鯉を放って鑑賞した様子が記されている。中国の西晋時代（4世紀）の崔豹『古今注』には、赤驥、青馬、玄駒、白騏、黄雉といった色の鯉が記されている。また、深根輔仁『本草和名』（918年）には、漢名に対応する和名として赤鯉、青鯉、黒鯉、白鯉、黄鯉が記されており、当時中国や日本にはこれらの色の鯉がいたと考えられる。『本朝食鑑』（1697年）には、赤黄白の三色の鯉がいると記されている。
しかし、こうした単色の鯉は現在の錦鯉のように人為選択によって作出された品種ではなく、突然変異による変色だったと考えられている。鯉の突然変異による変色は自然界でも比較的見られるが、色の遺伝は不安定で選別にコストがかかり、貧しい農村での食用養殖には不向きだからである。現在の錦鯉のような観賞用養殖の場合、産卵数に対して優品の割合は1%以下である。

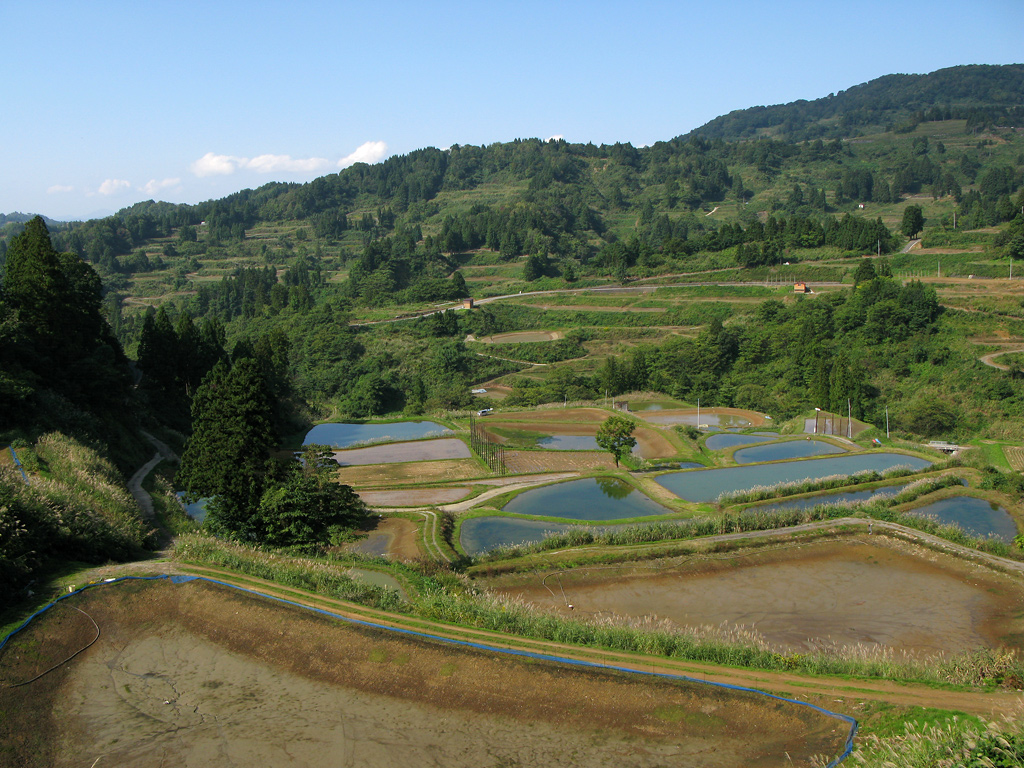
山古志地区の棚田

一般的に、19世紀初期に「二十村郷」と呼ばれた現在の新潟県小千谷市と旧山古志村（現・長岡市山古志地域）にまたがる地域で食用として養殖していた真鯉の中から、突然変異した個体を人為選択して錦鯉の飼育が始まったと考えられている。新潟県では、元和年間の末頃より蒲原郡結新田（現在の新潟市秋葉区）で食用の鯉の養殖を行っていた。二十村郷でも遅くとも天明元年（1781年）までには棚田そばの棚池で鯉の養殖を行っていたが、その頃起こった大旱魃のため池が涸れ、東山村の仙龍神社および東竹沢村の十二神社の境内の池に鯉を避難させて難を逃れた。
文化、文政の頃、二十村郷では真鯉のほかに緋鯉、白鯉を飼育し、両者を交配して赤白の色鯉を作出した。その後さらに研究を重ね完成度を高めた。明治8年（1875年）頃には色鯉が大流行して飼育する者も増大し、高価な逸品も出したが、新潟県が投機的事業であると問題視して観賞用養殖を禁止したため、一時大打撃を被った。しかし、業者の請願によって、ほどなくして禁令は解除された。当時の色鯉には、紅白、浅黄、黄写等があった。
小千谷市や山古志村を中心とする地域で錦鯉の養殖が盛んになった背景に、1.冬期の非常食用として休耕田に鯉を養殖する習慣があり、2.山間部ゆえに隠田が多く存在し、比較的裕福であった、という2点が挙げられる。余裕のある農家の趣味として錦鯉の交配が進み、質の良い個体が売買されるようになった。それ以降も養殖は進み、20世紀までには数多くの模様が開発された。最も顕著なものは、赤と白の「紅白」と呼ばれるものである。
当時は、まだ錦鯉という呼称はなかった。代わりに斑鯉（まだらごい、しまごい）、変鯉（かわりごい）、色鯉、模様鯉等と呼ばれていた。阿部正信の『駿国雑志』（1843年）には、駿河国（現・静岡県）には浅黄、紫、赤、白の鯉のほかに「斑鯉（これを鼈甲鯉とも言う）あり」と記されている。おそらく突然変異による二色もしくは三色の鯉のことと思われるが、江戸時代の錦鯉の記録として貴重である。

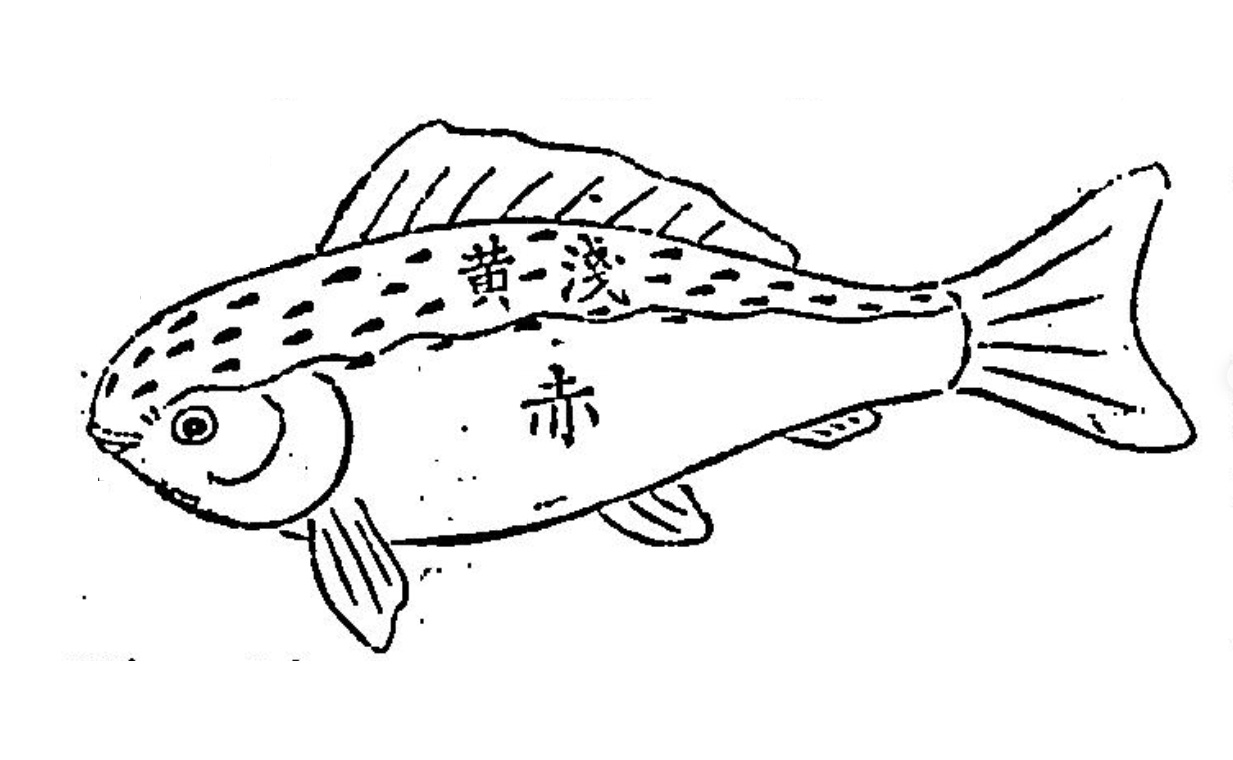
高松市栗原公園の三色鯉。ニシキゴイのイラストとしては最も古いものの一つ。背部に浅黄、腹部に赤の文字が見える。

また、明治33年（1900年）には、香川県高松市の栗林公園に三色鯉がいて、当時の値段で1尾1千円以上の価値があったという。三色鯉とは腹部が赤で背部は浅黄色をし、その中に黒の斑点があるものを言い、現在の浅黄鯉に似た突然変異による個体だったと考えられる。
雑誌『少年』（1910年）には、斑鯉や変り鯉の名称で錦鯉が紹介されているが、熟練の養魚家でもどうしてできるのかわからず、偶然にできるのを待つのみとある。値段も深川の品評会では一尾100円ないし150円と、当時としては「甚だ高価」だったという。したがって、当時でも突然変異による錦鯉は東京でも一部の専門家や好事家には知られていたが、二十村郷の錦鯉のような人為的品種はまだ知られていなかった。

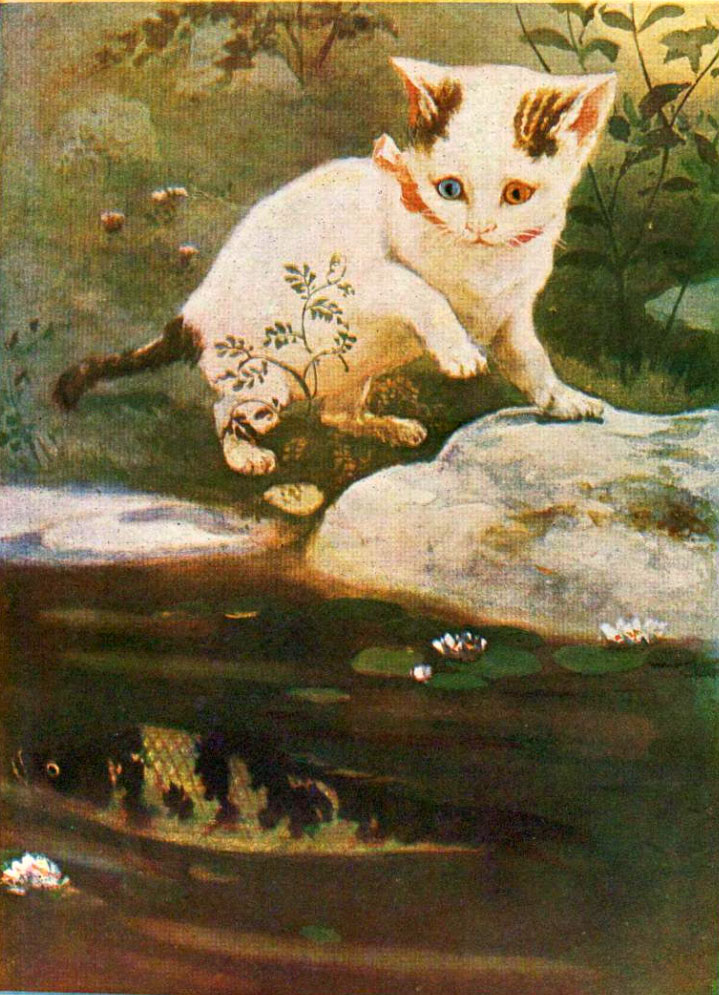
金銀目の猫と斑鯉（明治43年）

大正3年（1914年）の東京大正博覧会の開催に際して、東山村と竹沢村の養殖業者を中心に「鯉魚出品組合」を結成し錦鯉を出品した。当時はまだ「色鯉」や「模様鯉」と呼ばれていたが、東京地方ではいまだかつてその類を見たことがないと評され銀牌を受賞するなど大いに注目された。閉会後、皇太子（昭和天皇）に錦鯉8尾を献上した。この出品がきっかけとなって販路が拡大し、錦鯉の時価も高騰した。
大正6年（1917年）には、「大正三色」（星野栄三郎作）が品種として固定された。錦鯉という名称は大正時代に新潟県庁水産主任官だった阿部圭が大正三色を初めて見たとき感嘆して命名したと言われている。同年、明治時代に初めて作出されていた「紅白」（広井国蔵作）の固定もなされた。
新潟県の二十村郷の錦鯉とは別に、東京の金魚商、秋山吉五郎が明治39年（1906年）にドイツから輸入した革鯉のメスに、日本の浅黄鯉もしくは斑鯉のオスを交配して作出した秋翠（しゅうすい）という品種がある。革鯉は1782年にーストリアで作出された鱗のない品種で、日本へはやはり鱗の少ない鏡鯉とともに明治37年（1904年）にドイツ・ミュンヘンより送られてきた。日本ではこの2種をドイツゴイと呼び、錦鯉でも秋翠およびその系統はドイツ（ゴイ）と呼ばれている。
昭和2年（1927年）、「昭和三色」（星野重吉）の固定がなされた。昭和14年（1939年）、サンフランシスコで開催された金門万国博覧会の日本特設館で錦鯉を出品した。
戦後、錦鯉を飼う娯楽はプラスチック袋の発明以降は世界に広まり、飛行機や船の技術の進歩により、錦鯉の輸出は速く安全なものとなった。これらの要因により、錦鯉を低い損耗率で、世界中へ輸出できるようになった。現在は、多くのペットショップで広く売られており、専門のディーラーを通せば特に高い品質のものを買うこともできる。
このように新潟県では錦鯉の養殖が盛んになったが、2004年（平成16年）の新潟県中越地震により、旧山古志村をはじめ一時は壊滅的な被害を受けた。また、コイヘルペスウイルスにより、廃業した業者もいる。
2017年（平成29年）における日本の錦鯉の輸出額は36億3300万円であり、10年間でほぼ倍増した。出荷先は香港や欧州（ドイツ、オランダ）が上位。1匹2億円以上で取引されることもあり、全日本錦鯉品評会には外国から出品する愛好家も多い。
海外では錦鯉人気が上がってきており、インターネットの普及に伴いインターネット販売も広まっている。
2017年に農林水産省が推進する日本農業遺産に「雪の恵みを活かした稲作・養鯉システム」（長岡市・小千谷市）として認定された。

## 起源

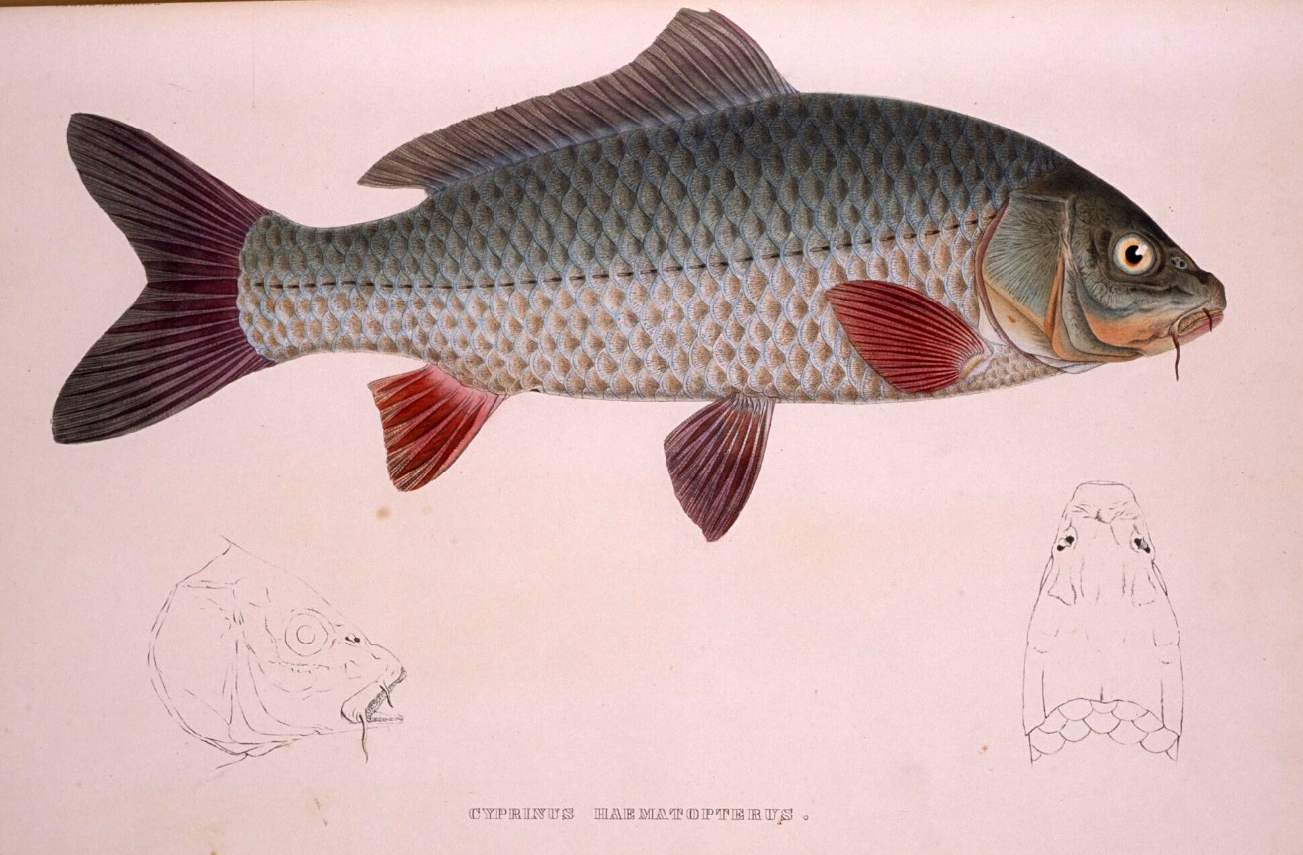
Cyprinus haematopterus。日本に生息する外来の鯉（アムールコイ）。

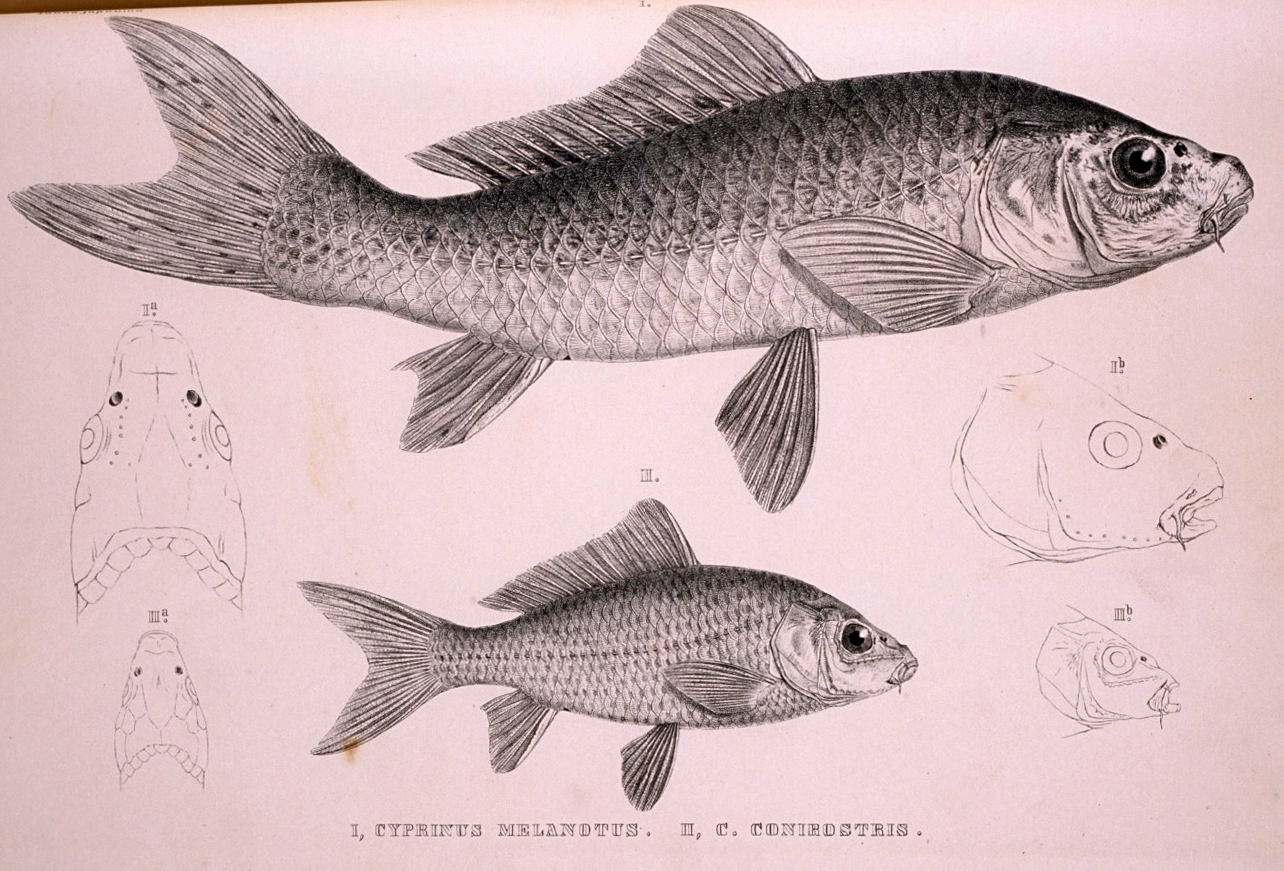
Cyprinus melanotusとCyprinus conirostris。シーボルトが報告した別の2種の日本のコイ。

錦鯉は、日本の自然水域（湖、池、川）に生息する野鯉もしくは真鯉と呼ばれた鯉の養殖魚から人為選択によって作出された品種群である。野鯉はユーラシアコイ（Cyprinus carpio）のことであり、以前は有史以前にユーラシア大陸から日本に伝来したと考えられていた。
一方、オランダのフィリップ・フランツ・フォン・シーボルトは、『日本動物誌』（1833 - 1850）の中で、日本にはCyprinus haematopterus、Cyprinus melanotus、Cyprinus conirostrisの3種の鯉がいると報告している。この分類は最近まであまり注目されておらず、日本には鯉は1種（Cyprinus carpio）しか存在しないと考えられていた。しかし、最近のミトコンドリアDNAの解析から、日本には現在少なくとも在来コイ（野生型）とユーラシアコイ（飼育型）の2種が存在することが明らかになった 。日本在来コイはシーボルトが報告したCyprinus melanotusであると推定されており、別種として新しい学名を付与することが検討されている。
シーボルトが報告したCyprinus haematopterusとは、ユーラシアコイのことを指すと考えられている。この鯉のタイプとしては大和鯉が知られている。大和鯉は金魚の養殖で有名な郡山藩（奈良県大和郡山市）の養殖鯉のことであり、在来コイに比べて体高が広く、美味として江戸時代から有名であった。同種の鯉には京都、大阪の淀鯉（淀川の鯉）や信州鯉（淀鯉を江戸時代に信州佐久地方に移入したもの）がやはり体高が広く美味として知られていた。大和鯉は養殖に向いているとして、明治以降、琵琶湖をはじめ、全国の湖や河川に放流されたため深刻な遺伝汚染を引き起こし、在来コイは絶滅寸前になっている。錦鯉もこの大和鯉（外来コイ）の系統であるが、ミトコンドリアDNAの解析から、在来コイ（野生型）の母系統の遺伝子も含まれていることが明らかになっている。
なお、ユーラシアコイのうち、東アジア型は以前はC. c. haematopterusとして亜種として扱われていたが、近年はCyprinus rubrofuscus（アムールコイ）の学名の下で別種として扱っている。日本の外来コイもCyprinus rubrofuscusに属すると考えられており、それゆえ将来錦鯉を含め学名がCyprinus carpioからCyprinus rubrofuscusへ変わる可能性がある。

## 品種
ニシキゴイの変種は、その色、模様、鱗の有無で見分けることができる。まず主な色としては、白、黒、赤、青、緑、黄、紫およびクリーム色がある。また、ニシキゴイには鱗に金属のような光沢があるものがあるが、こういったものは金鱗・銀鱗と呼ばれる。
また、ほとんど全ての種に対して鱗のない変種がある。日本のブリーダーはそれらを「ドイツゴイ」と呼んでおり、日本産のニシキゴイとドイツ産のカガミゴイ(en)（鏡鯉）を交配することで鱗のない変種を作り出している。それらドイツゴイには側面に大きな鱗を持つ個体もいるが、全く鱗のないものもいる。
1980年代に開発された、長くゆったりと垂れるひれが特徴的なヒレナガニシキゴイは、インドネシアのヒレナガゴイとの交配種であり、本物のニシキゴイとは見なされていない。
マゴイやヒゴイなどと交配することによる改良も行われている。
可能な変種は限りないが、ブリーダーは特定のカテゴリーで識別し命名している。ニシキゴイは約130種類とも言われ、最も知られたカテゴリーは御三家の「紅白」「大正三色」「昭和三色」である。
2022年に日本農林規格（JAS）は、錦鯉の品種を含む主な「用語」及び「定義」を規定した。

### 代表的な品種
名前のついた主な品種は次の通り。
紅白白い肌に赤い模様がある。最もポピュラーな品種。
大正三色白い肌に赤と黒の模様がある。
昭和三色黒い肌に赤と白の模様がある。
浅黄上面に薄青い鱗があり、下部に赤い鱗がある。
秋翠浅黄と鏡鯉との交配により、生み出された品種。体色は浅葱色で部分的に鱗がついた浅黄の変種。初代秋山吉五郎が作出。
べっ甲白、赤、黄色の肌に黒い模様がある。
写り物赤、白、または黄色の模様がある黒いもの。
五色ほとんど黒で、赤、茶色、青のアクセントが入ったもの。
黄金無地のもの。普通のものか金属光沢がある。色には赤、橙、プラチナ、黄、クリーム色など。
孔雀鱗が黒く、オレンジと白の体色を持ち、光沢があるもの。
変わり物その他のタイプのもの。

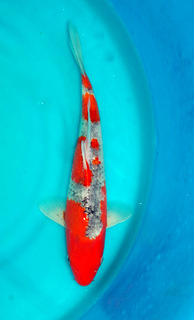
五色
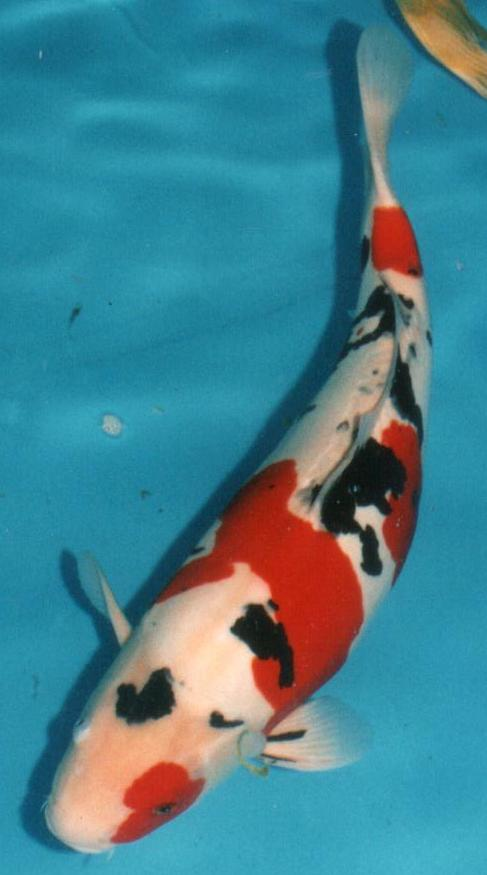
大正三色
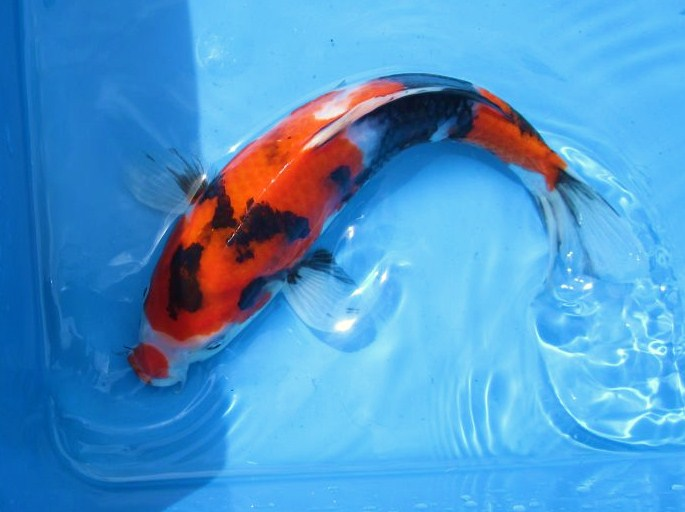
昭和三色
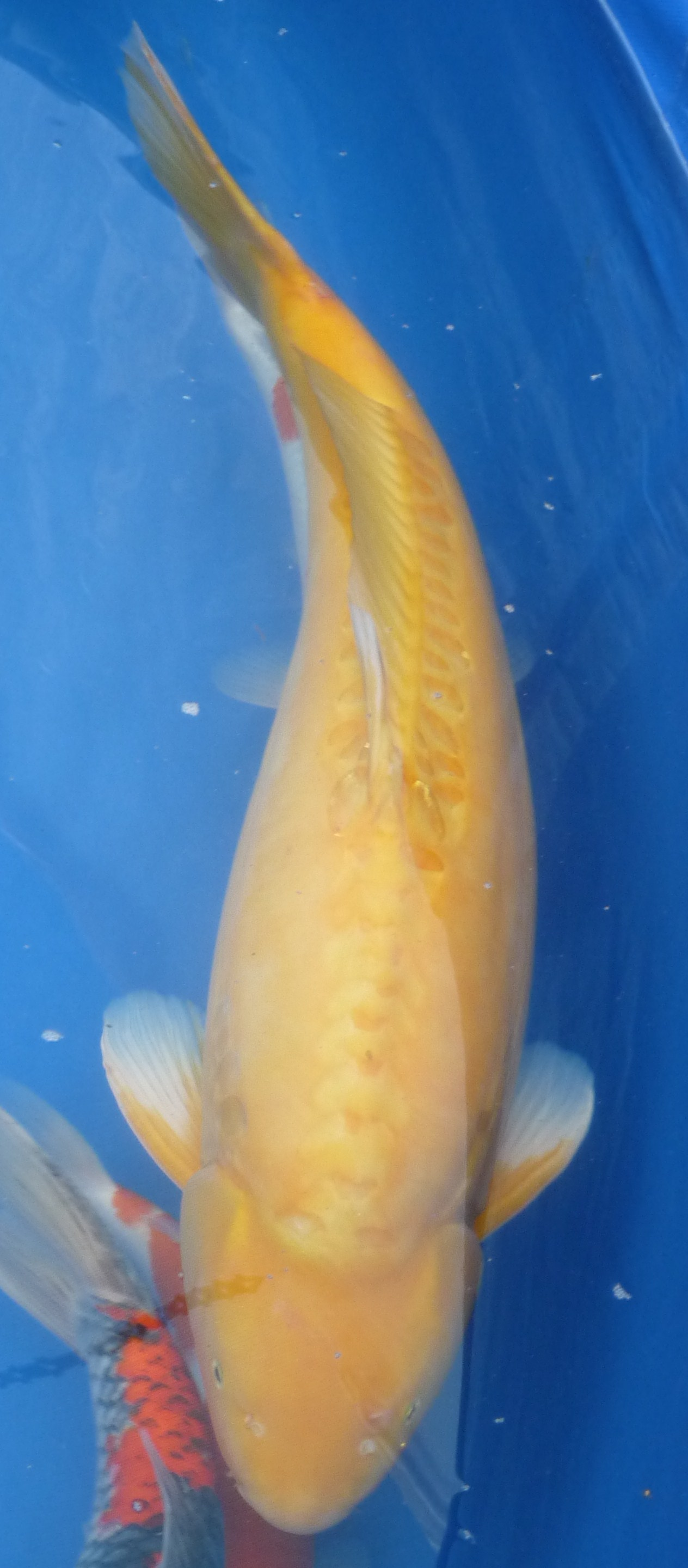
からし鯉
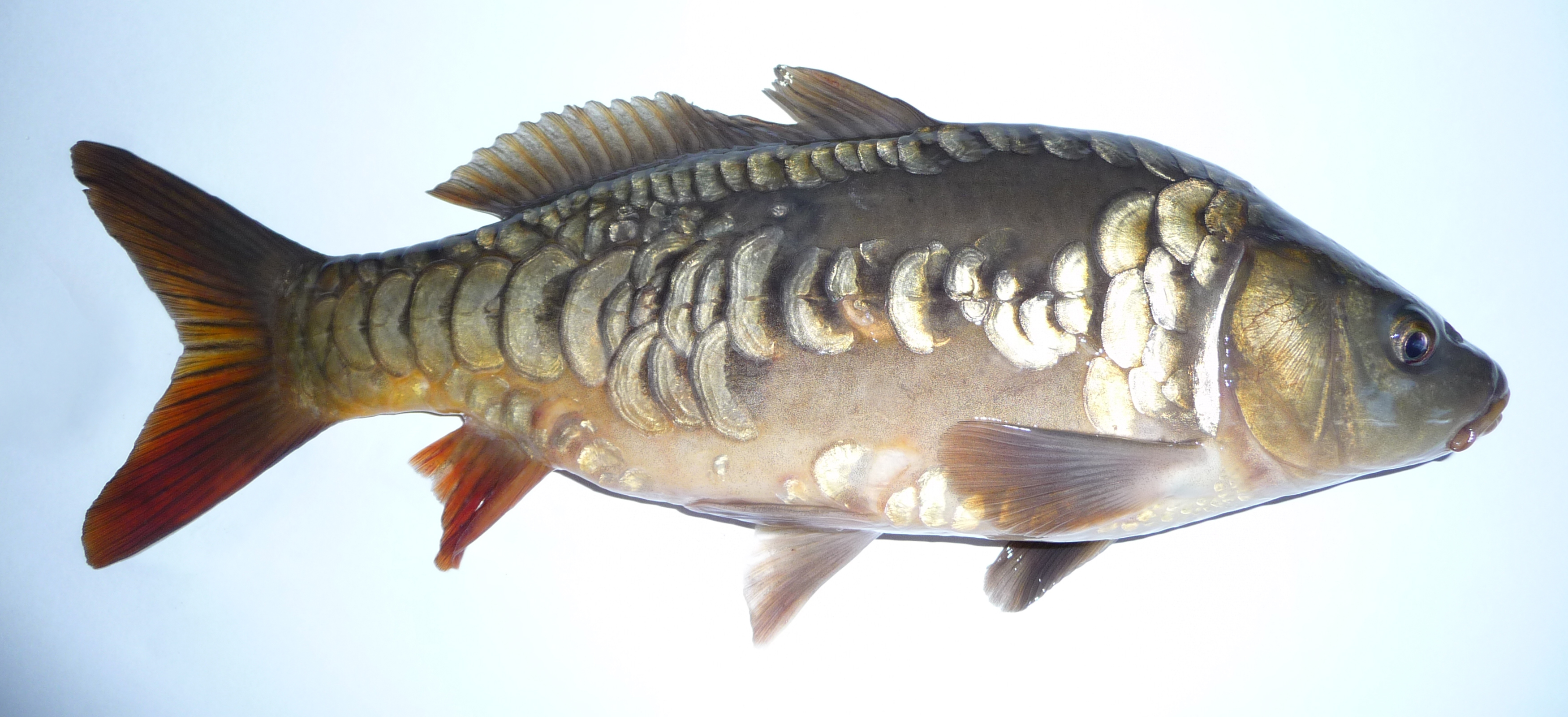
カガミゴイ

## 飼育
養殖場は、養鯉場（ようりじょう）と呼ぶ。
普通のコイは頑丈な魚で、錦鯉もその頑丈さを受け継いでいる。小さな器から大きな屋外の池まで、幅広い場所で飼える。ただし、コイは1メートル以上に育つことがあるため、コイの大きさに見合う水槽または池が必要になる。伝統的な屋内用アクアリウムは、丸いプラスチックの桶ほどには好ましくない。コイは冷たい水を好む魚であるため、夏に水が暖かくなる地方では池の水深を1メートル以上にするのが望ましい。冬に寒くなる地方では、全体が凍ってしまわないように水深は少なくとも1.5メートルにするのが望ましい。空気バブラーと桶形ヒーターを備えた広い場所に置くのもよい。
錦鯉の多くは明るい色をしているので、捕食者に対しては格好の標的となる。サギ、カワセミ、アライグマ、ネコ、キツネ、アナグマ、猛禽類などに池中の錦鯉を食べ尽くされてしまう場合があるため、屋外の池で飼育する際はサギが立てないだけの深さと、哺乳類の手が届かないような水面上のオーバーハング、および上空からの視線を遮るために上を覆う木陰を備えるといった設計が求められる。池の上面を網やワイヤーで囲う必要もあるかもしれない。ただし、山間に近い場合、稀に絶滅危惧種の水辺を好む野鳥がかかる事があり網は避けた方が良い。また池は、水を清潔に保つためのポンプと濾過システムを備えていなければならない。
コイは底で餌をとる魚であるが、沈む餌は食べ残しが水質を悪化させるおそれがあるため、単に栄養バランスが取れているだけではなく、水に浮くように作られている餌を与えると飼育の手間がかからないとされる。水に浮く餌を与える場合には彼らが餌を水面近くで餌を食べている間に、寄生虫や潰瘍がないかチェックすることもできる。コイは餌をくれる人を識別するので、餌の時間になると集まってくる。彼らは手から餌を食べるように教えることもできる。冬には消化器系の動きが遅くなりほとんど停止するので、餌はほとんど食べなくなり、底の水草をかじる程度になる。春になり水が温まるまでは食欲は戻らない。
産卵、孵化、稚魚の飼育などの方法は金魚と同じでよい。ある程度成長するまで金魚との識別が困難であるため、鯉と金魚を区別したい場合は、金魚と別の容器で飼育することが望ましい。

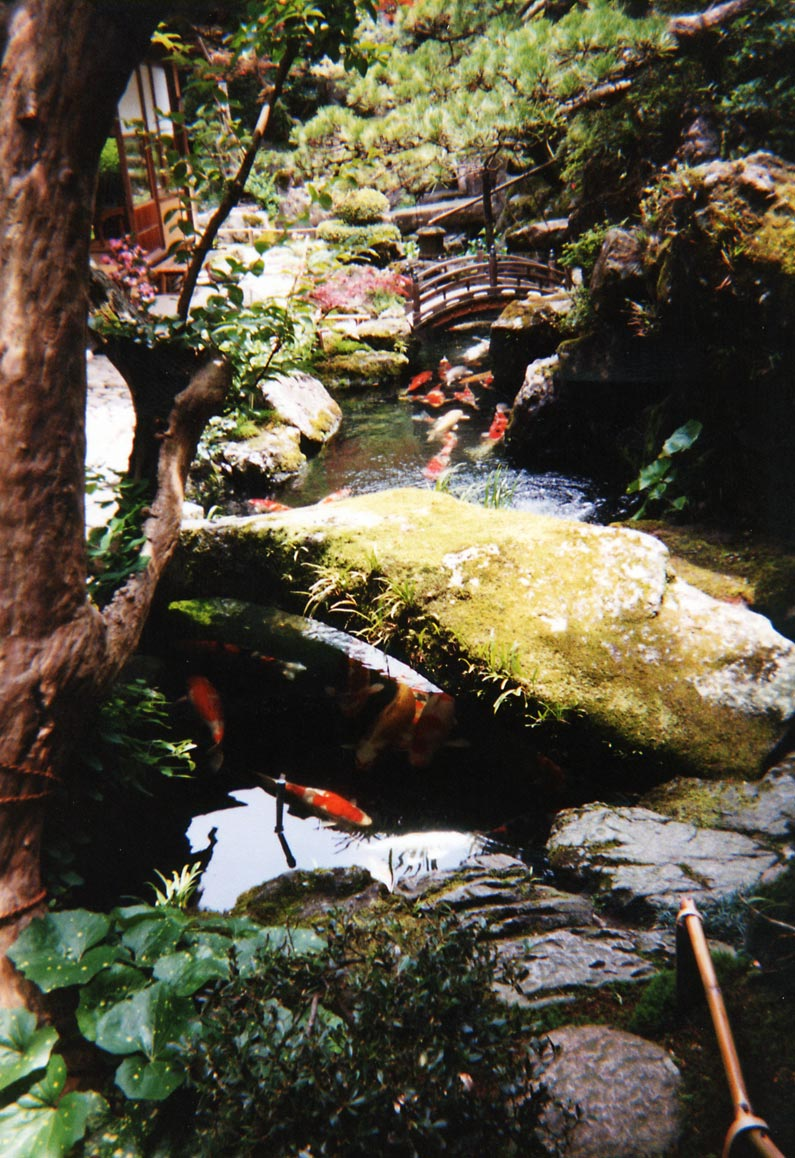
日本庭園で飼育される錦鯉
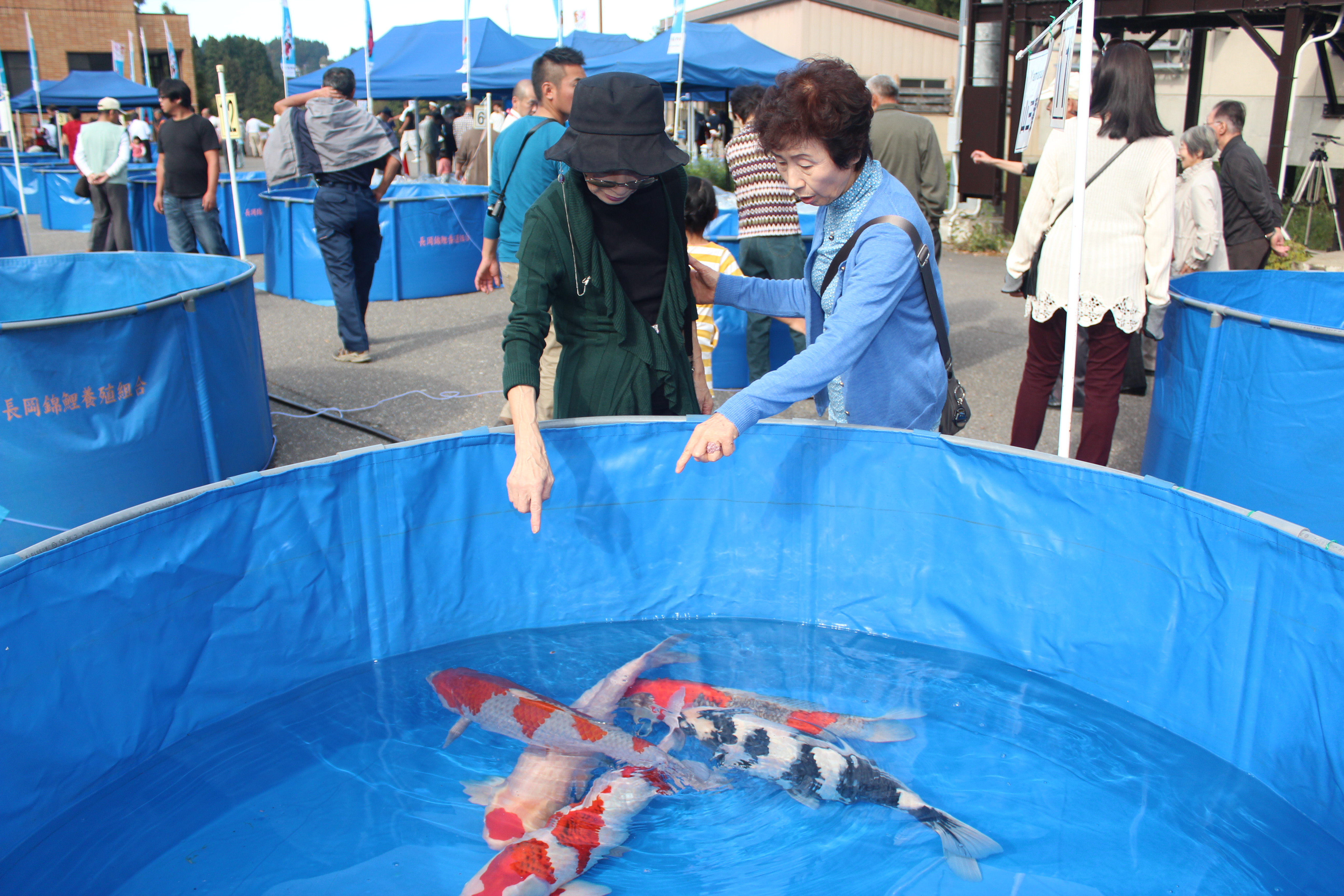
錦鯉発祥の地とされる新潟県長岡市山古志地域で開催される品評会
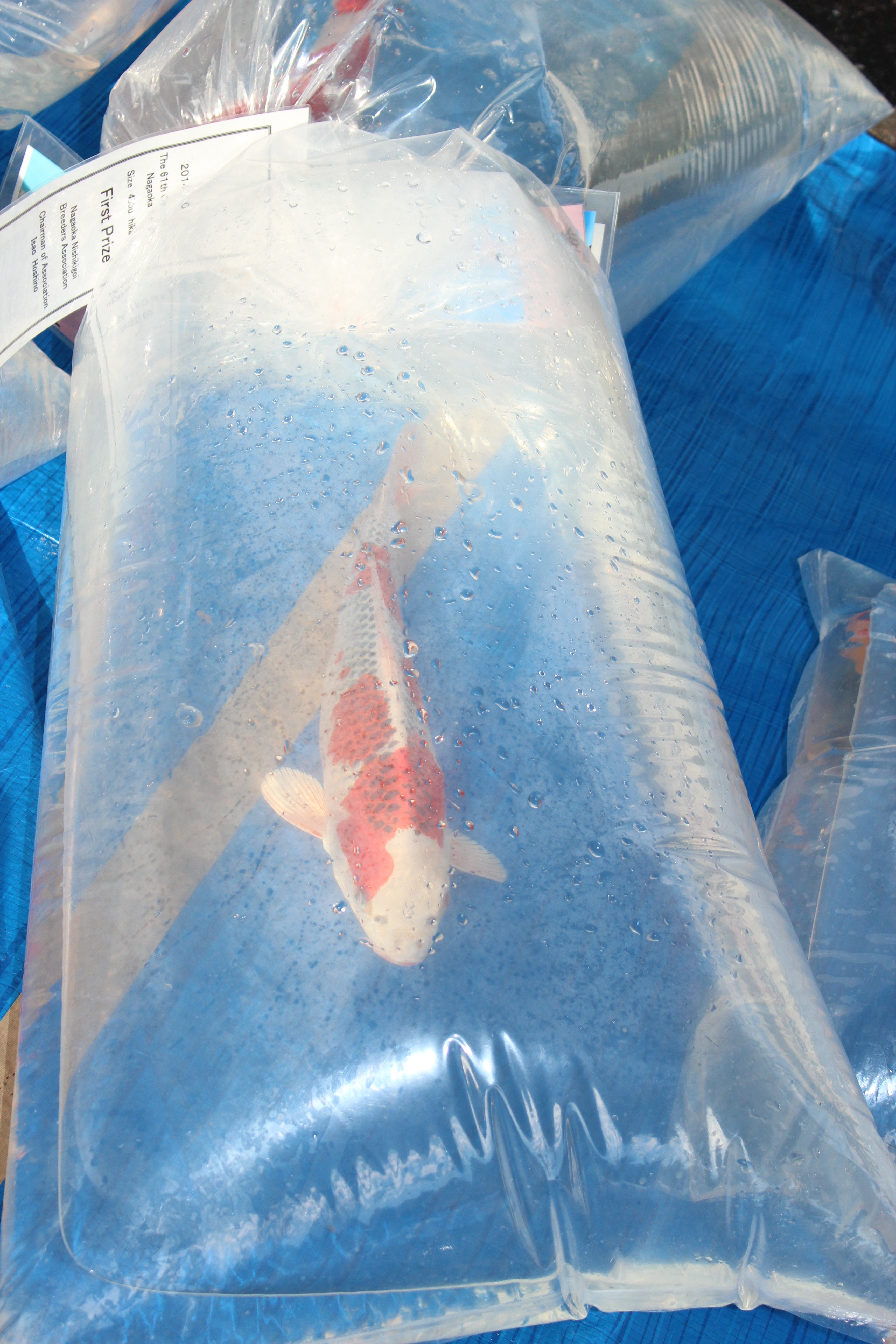
輸送のため袋に入れられた錦鯉
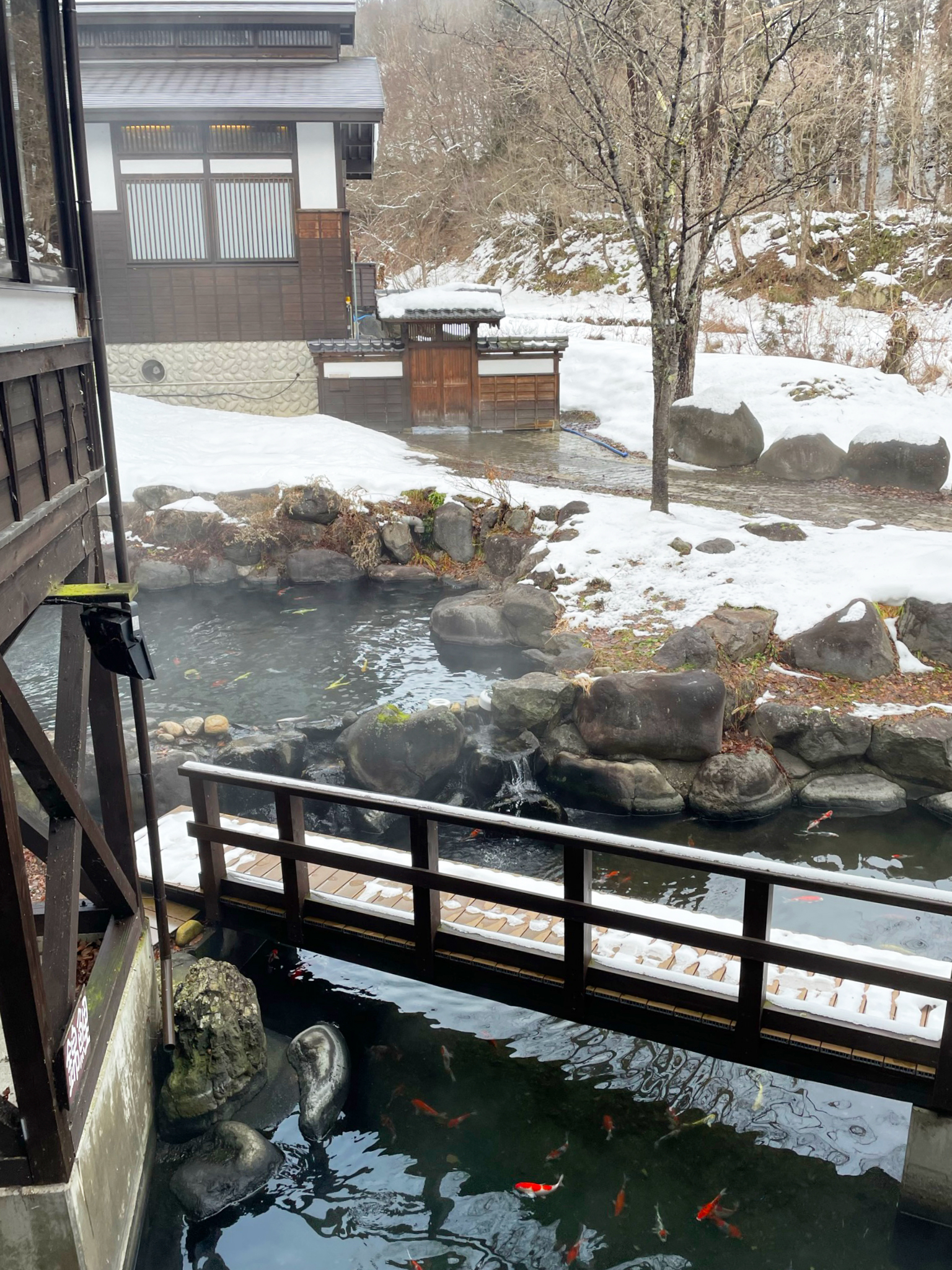
加温された池で真冬でも泳ぐ錦鯉

### 野外放流とそれに伴う問題
自然の河川や池やそれらにつながる用水路などに景観美化の目的などでニシキゴイが放流されることもあるが、ニシキゴイを含むコイは貪欲に在来の水棲生物を捕食する。このため、生態系を破壊する行為としての批判もあり、駆除が求められる事もある。コイ#コイによる生態系の破壊問題も参照。

### 健康の管理
1976年の資料によると、高価で飼い主の愛着があるため、個体診療が可能な唯一の魚類であるとされる。
そのため、AIで個体識別を行い、将来の成長などを管理する研究なども行われている。
錦鯉の最高齢記録は、花子の持つ226歳であると以前報道されたことがあったが、これは鱗の鱗相（模様）の数え間違いであり現在は否定されている。

## 日本国外への展開
国外の富裕層を中心に人気が高まっている。中でもイスラエルで養殖された錦鯉はヨーロッパ市場で大きな割合を占めている。日本産の錦鯉の人気が高いことから、英語の「Carp」以外にも「Koi」や「Nishiki Koi」で通じることも増えている。

## 鯉乙女
2022年から山古志在住のイラストレーターとテクノポリスデザインが共同で擬人化企画を開始。錦鯉が長い月日を経て「付喪神」となって擬人化したという想定である。2023年からクリアファイルや缶バッジなど、商品を10種類以上増やしており、これらの商品は主に事務所があるテクノポリス店頭や近隣の宿泊施設にて販売をしている。2024年5月26日に商標登録もしている。

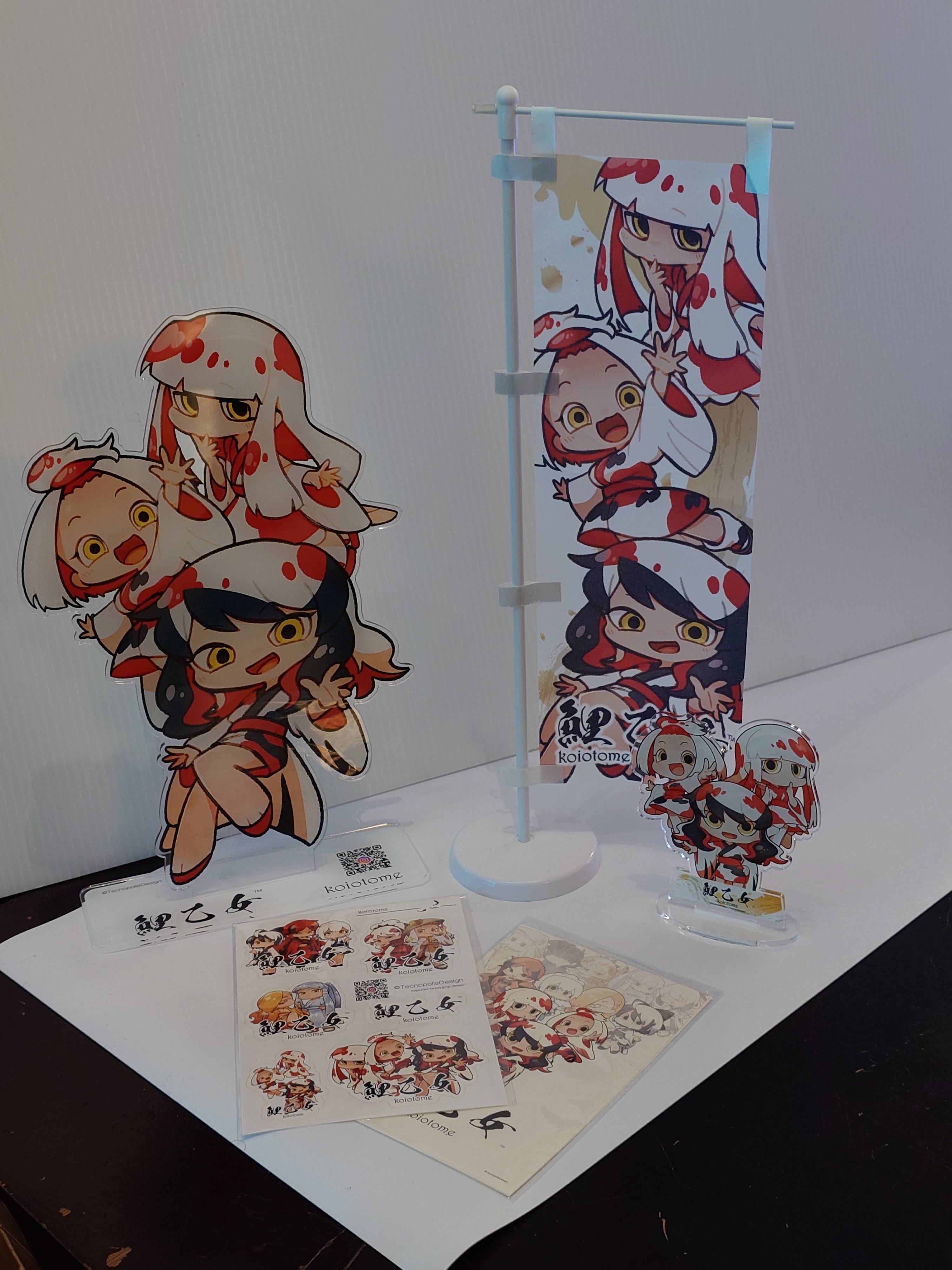
鯉乙女グッズ